# Aletia
Aletia là một chi Owlet bướm đêm thuộc họ Noctuidae.

## Hình ảnh

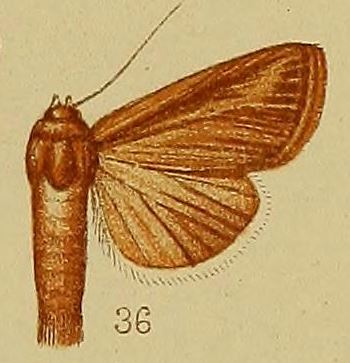